# Hierápolis
Hierápolis (Ιεραπολις - ciudad sagrada) fue una antigua ciudad helenística construida en un lugar de culto frigio dedicado a la diosa madre anatolia Cibeles, en Frigia, Asia Menor, ubicada en la actual Pamukkale, provincia de Denizli, Turquía. Célebre por sus aguas termales, fabricación de lana y tintes, así como lugar de nacimiento del filósofo estoico Epícteto.
Las aguas termales se han usado como balneario desde al menos el siglo II a. C., con muchos patronos que se retiraban o fallecían allí, tal y como evidencia una gran necrópolis con tumbas, como la de Marcus Aurelius Ammianos, que muestra uno de los primeros relieves de manivela y biela, y la tumba de Felipe el Apóstol.
La Unesco la declaró Patrimonio de la Humanidad en 1988. La Misión Arqueológica Italiana de Hierápolis de Frigia (MAIER) ha trabajado en el yacimiento desde 1957.

## Historia

### Edad del Hierro

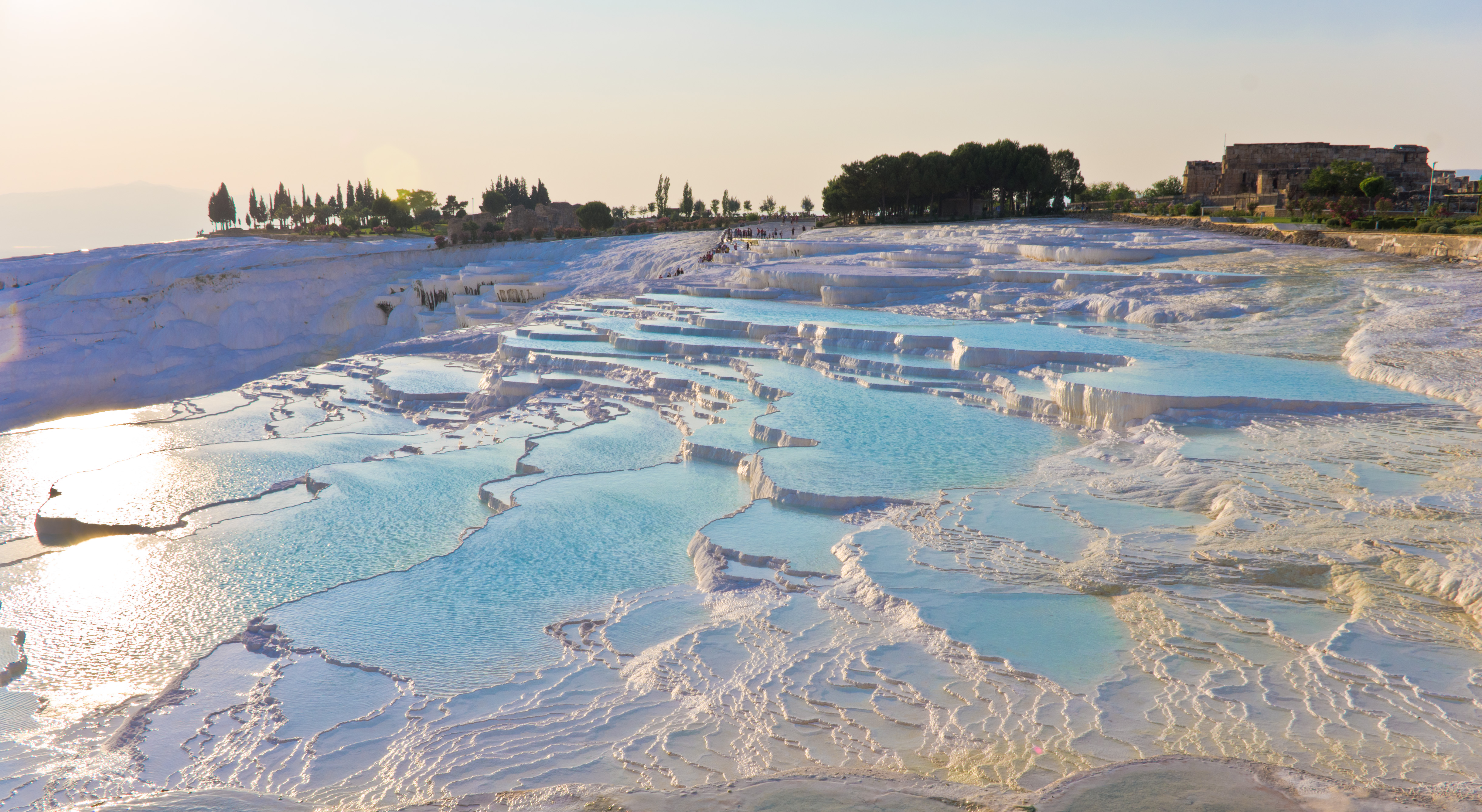
Las formaciones naturales de Pamukkale forman parte de la antigua ciudad.

En 2016, las excavaciones en la zona norte de la necrópolis de Hierápolis en la entrada del parque arqueológico descubrieron unos refugios redondos pertenecientes a la Edad del Hierro en la montaña Çökelez con vistas a la gran llanura del río Lykos.

### Templo frigio
Los frigios construyeron un templo dedicado a la diosa madre Cibeles en esta zona probablemente en la primera mitad del siglo VII a. C. Este templo, usado en un primer momento por las comunidades indígenas que habitaban en el valle Lycus, más tarde será el centro de Hierápolis. Cuando los colonos griegos llegaron y construyeron la ciudad en el antiguo asentamiento, el culto a Cibeles se fue asimilando a la religión griega.

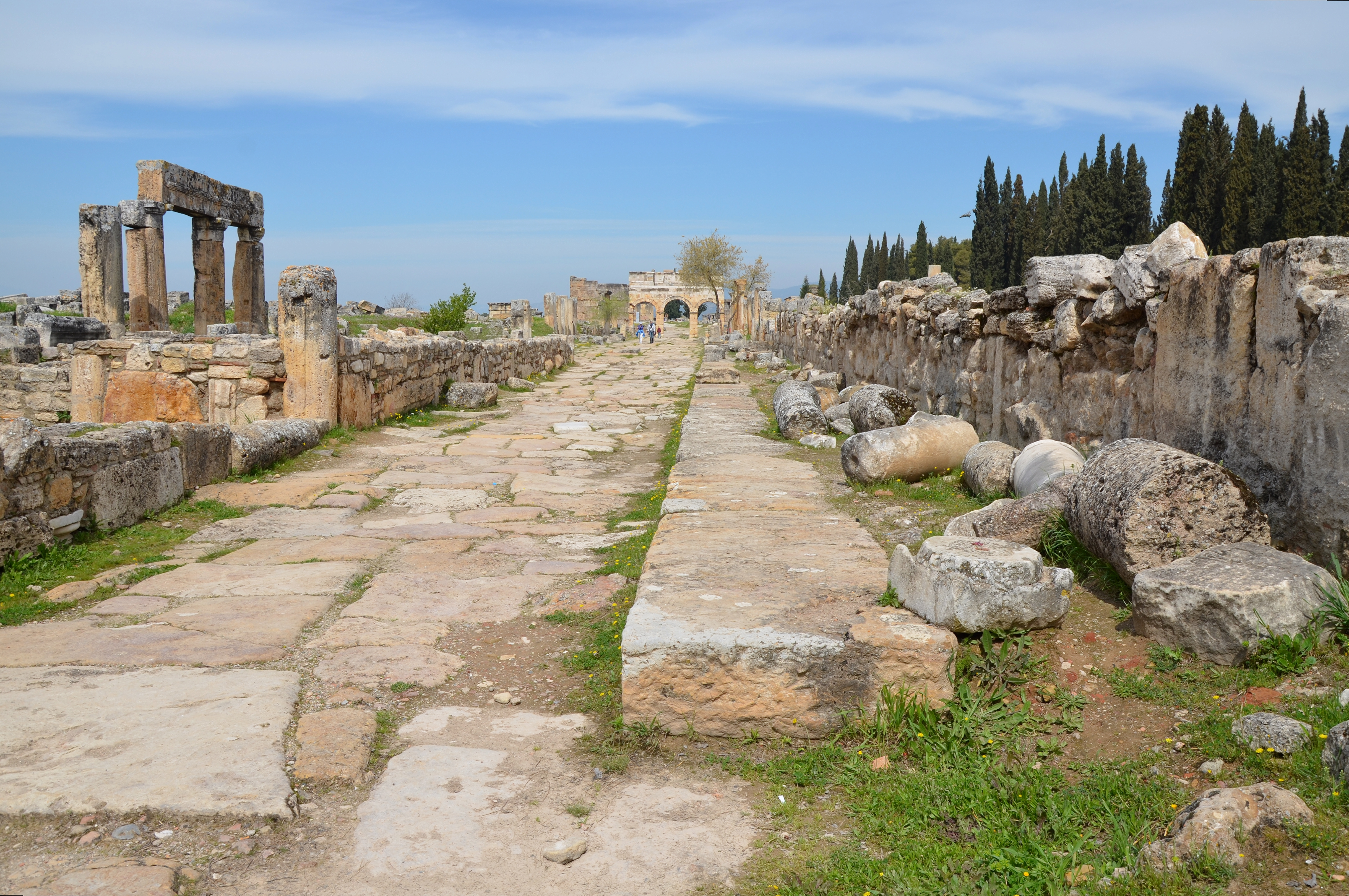
Calle principal de Hierápolis.

Mucho antes de la colonización griega, esta zona era vista como un acceso al inframundo y un lugar de comunicación con las deidades del inframundo por los gases tóxicos que emergían de las aguas termales de la cueva. Según Estrabón y Damascio, el templo construido encima de la cueva estaba conectado con la diosa madre Cibeles. Se creía que los sacerdotes eunucos de la diosa madre eran los únicos que no se asfixiaban con los gases de la cueva. Tras el proceso de asimilación en la cultura griega, se asoció con Hades (Plutón) y Perséfone más que con Cibeles y el templo se renombró a Plutonium.

### Ciudad helenística
Hierápolis fue fundada por los seleúcidas en tiempos de Antíoco I Sóter (281-261 a. C.) y recibió el estatus de polis por Éumenes de Cardia (197-160 a. C.). La ciudad era célebre por su gran calidad en lana y productos tintados. Mientras que los habitantes frigios del valle se fueron helenizando, Hierápolis fue una urbe griega desde su fundación.
Antíoco III el Grande envió a 2.000 familias judías a Lidia y Frigia desde Babilonia y Mesopotamia, y más tarde se unieron más desde Judea. Se cree que la población judía de Hierápolis creció y alcanzó hasta 50.000 personas en el 62 a. C. La ciudad se amplió tras la Batalla de Magnesia donde Antíoco III el Grande fue derrotado por el aliado romano Éumenes II. Tras la Paz de Apamea que terminó con la Guerra romano-siria, Éumenes anexionó gran parte de Asia Menor, incluyendo Hierápolis.
Hierápolis se convirtió en un centro sanatorio donde los doctores usaban las aguas termales para tratar a sus pacientes. La ciudad comenzó a acuñar monedas de bronce en el siglo II a. C. donde aparece el nombre Hieropolis. Se desconoce su este nombre se refería al templo original (hieron) o Hiera, esposa de Télefo, hijo de Heracles y la princesa misia Auge, la supuesta fundadora de la dinastía atálida de Pérgamo. Más tarde el nombre cambió a Hierápolis, ciudad sagrada, según el geógrafo bizantino Estéfano por la gran cantidad de templos que existían.

### Hierápolis romana

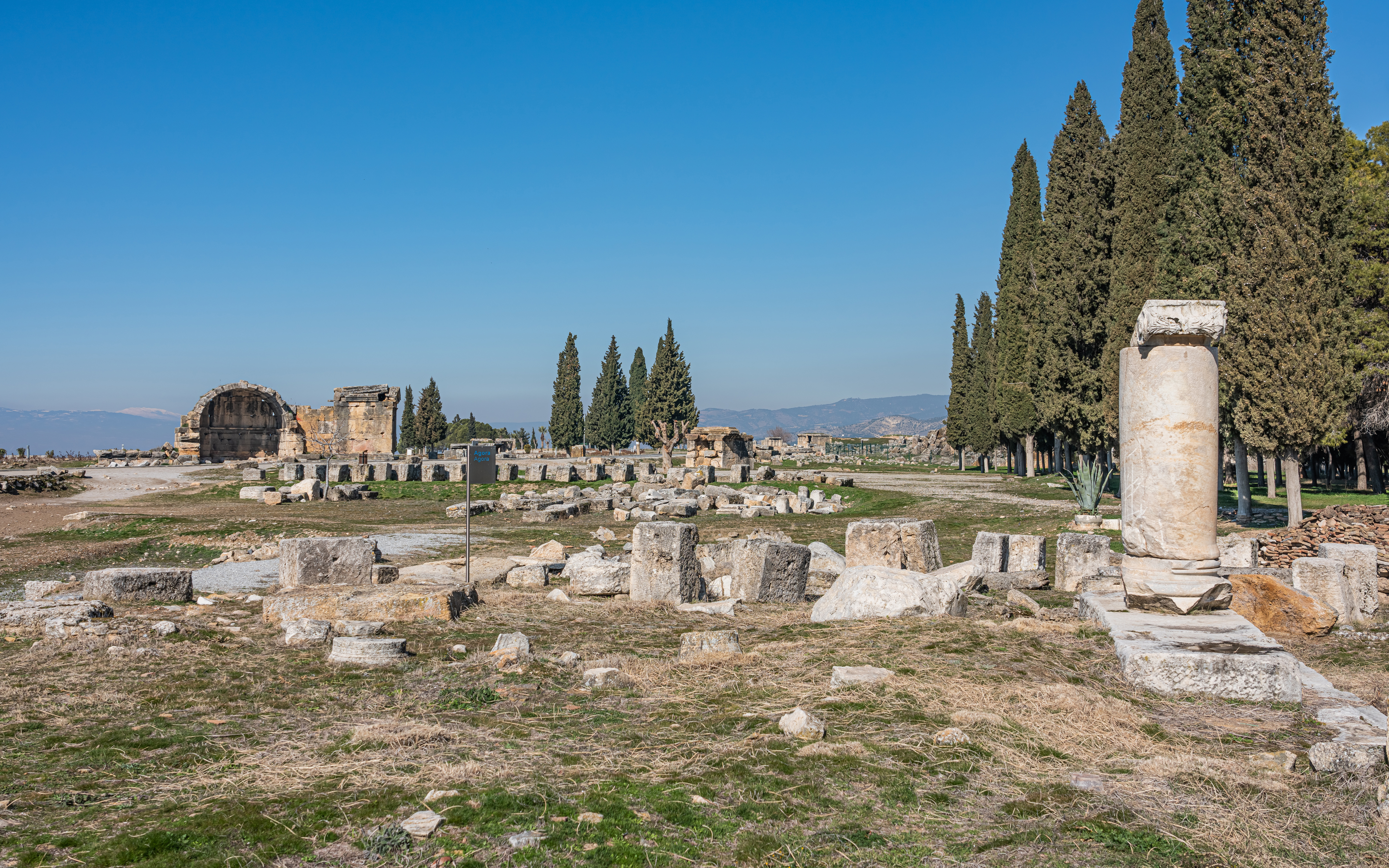
Ágora de Hierápolis.

En el 133 a. C., cuando Átalo III murió, legó su reino a Roma, quedando Hierápolis dentro de la provincia romana de Asia. Al contrario que otras ciudades de la región, nunca fue reconstituida como colonia romana, aunque sí existió romanización. En el año 17, durante el gobierno del emperador Tiberio, un gran terremoto destruyó la ciudad. El filósofo Epícteto nació como esclavo en la ciudad en el año 50.
Debido a la influencia del apóstol cristiano Pablo, una iglesia fue fundada en la ciudad mientras que se encontraba en Éfeso. El apóstol Felipe pasó sus últimos años de vida en Hierápolis. Se cree que el martyrium fue construido en el lugar donde Felipe fue crucificado en el año 80 y que sus hijas fueron profetisas en la región.
En el año 60, durante el gobierno de Nerón, un terremoto aún más fuerte dejó la ciudad prácticamente en ruinas. Posteriormente, la ciudad fue reconstruida con financiación imperial y en el estilo romano, de esta fecha es cuando nos han llegado la mayoría de los monumentos actualmente. Tuvo significativas transformaciones en los siglos II y III que le hicieron perder todo su antiguo carácter helenístico para convertirse en una urbe típicamente romana. En ese período, se convirtió en importante centro de descanso veraniego para los nobles de todo el Imperio, que acudían a ella atraídos por las aguas termales. 

### Historia eclesiástica

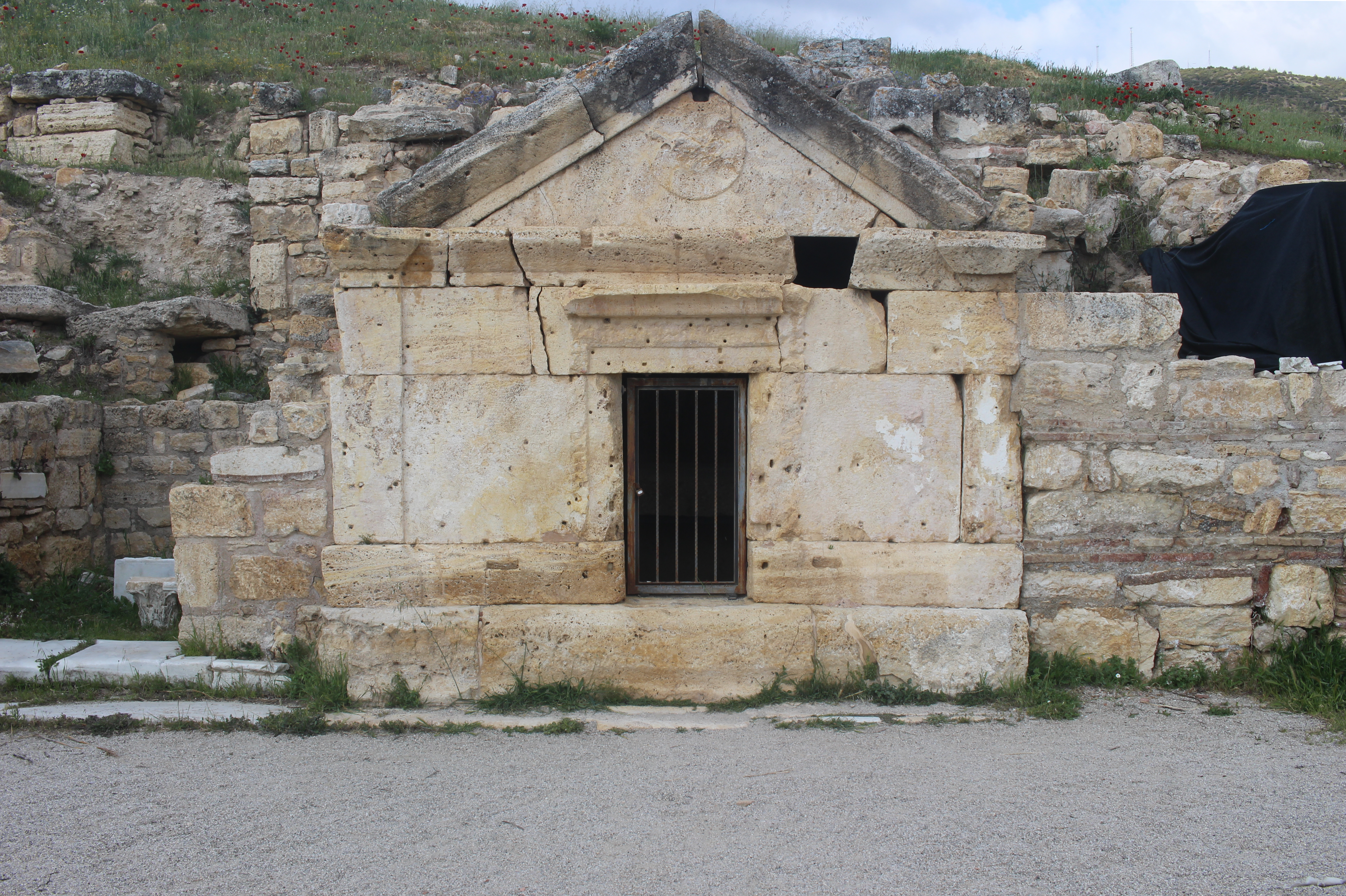
Tumba del apóstol Felipe.

Durante el siglo IV, los cristianos rellenaron la puerta de Plutón con piedras, sugiriendo que el cristianismo se había convertido en la religión dominante y había desplazado a otras fes de la zona. Originalmente una sede de Frigia, el emperador bizantino Justiniano alzó al obispo de Hierápolis al rango de metropolitano en 531. Las termas romanas se transformaron en una basílica cristiana. Durante el período bizantino, la ciudad siguió floreciendo y se mantuvo como un centro importante para la cristiandad.

### Edad Media

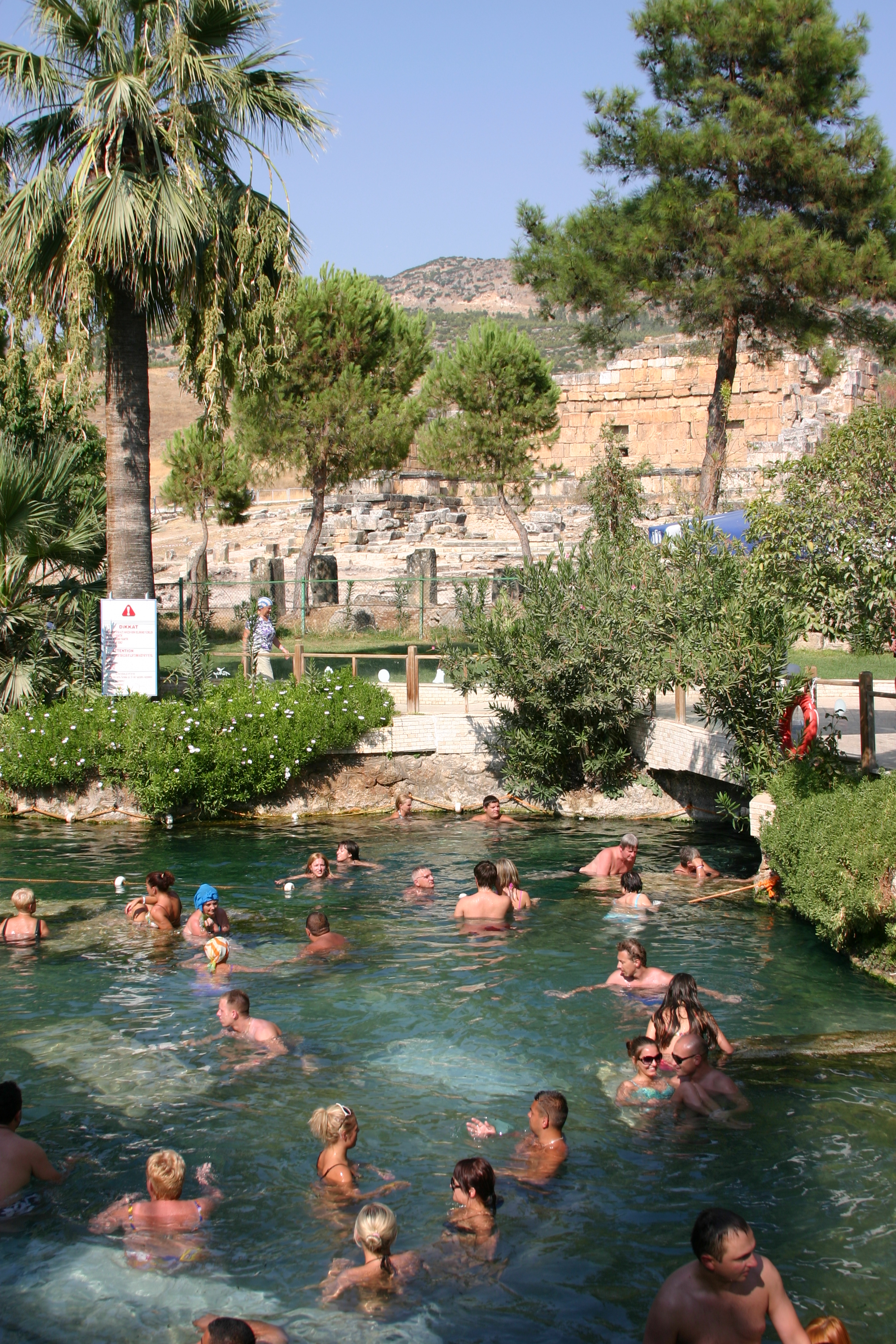
Piscinas en Hierápolis..

En el siglo VII, la ciudad fue devastada por los ejércitos persas y por otro terremoto, del que tardó en recuperarse. En el siglo XII la zona cayó en poder del Sultanato selyúcida de Konya antes de la invasión de los cruzados por Federico I Barbarroja y sus aliados bizantinos en 1190. Tres décadas más tarde, la ciudad se abandonó antes de que los selyúcidas construyeran un castillo en el siglo XIII, que también fue abandonado un siglo después. En 1354, un gran terremoto terminó por destruir la ciudad completamente.

### Excavaciones modernas
Hierápolis fue excavada por primera vez por el arqueólogo alemán Carl Humann en 1887, sus trabajos fueron publicados en 1889 en la obra Altertümer von Hierapolis. Más tarde alcanzaría fama por su descubrimiento del Altar de Pérgamo, que fue trasladado a Berlín y reconstruido en el Museo de Pérgamo.
La formación geológica de las aguas termales de esta zona volvieron a popularizarse en el siglo XX y se convirtieron en una atracción turística llamada el castillo de algodón (Pamukkale). La antigua ciudad fue descubierta por los viajeros, pero también parcialmente destruida por los nuevos hoteles. Estos alojamientos han sido destruidos recientemente; sin embargo, la piscina de agua termal de un hotel se mantuvo y es posible nadar en las antiguas ruinas.
Las excavaciones prosiguieron en 1957 por científicos italianos liderados por Paolo Verzone. Estos estudios continuaron en 2008 con nuevas restauraciones. Las grandes columnas de Domiciano se alzaron de nuevo y también se excavaron nuevas viviendas bizantinas, incluyendo el patio de una casa del siglo XI. 

## Patrimonio arqueológico

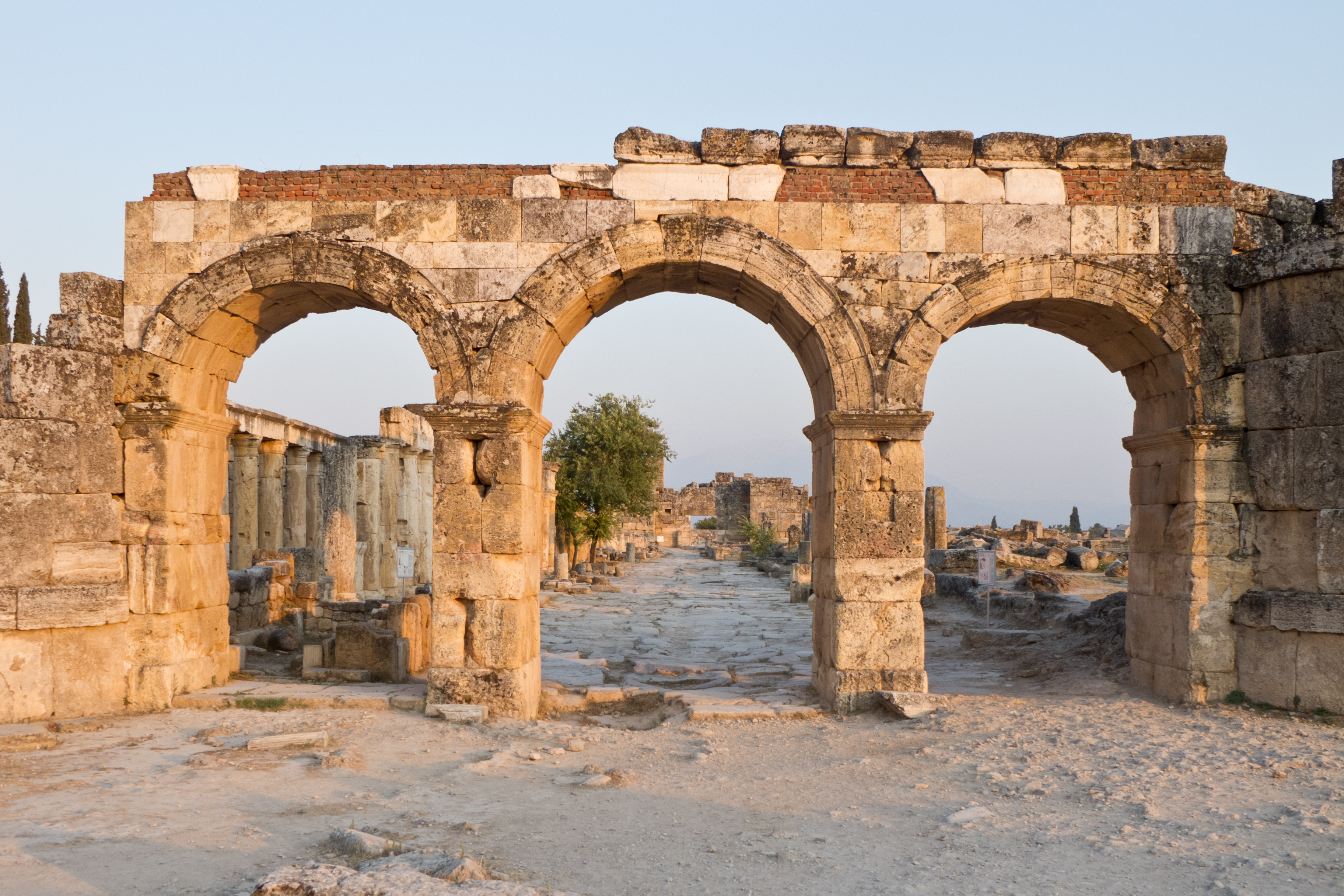
Puerta de Domiciano

### Calle principal y puertas
La ciudad helenística fue construida en forma cuadrangular con calles paralelas y perpendiculares a la vía principal. Esta calle central discurre de norte y sur cerca de un acantilado con terrazas de travertino. Tenía 1.500 metros de largo y 13,5 metros de ancho y estaba porticada a ambos lados. A ambos extremos de la calle había una puerta monumental flanqueada por torres cuadradas de piedra. Las calles laterales tenían 3 metros de ancho.
Se conservan las puertas de la ciudad, construidas en diferentes épocas:
- Puerta norte, de origen bizantino, construida como un edificio en dos secciones en el siglo V. La puerta interior es perpendicular a las murallas de la ciudad.
- Puerta sur, construida en dirección este-oeste durante la era romana, fue reconstruida en la era bizantina al ser desplazadas las murallas de la ciudad unos 100 metros más afuera.
- Puerta de Domiciano, construida por Julio Frontino, procónsul de Asia Menor en los años 82-83, durante el imperio de Domiciano.

Las puertas del norte y del sur están unidas por un camino rodeado de columnas, a cuyos costados se hallan importantes construcciones.

### Templo de Apolo

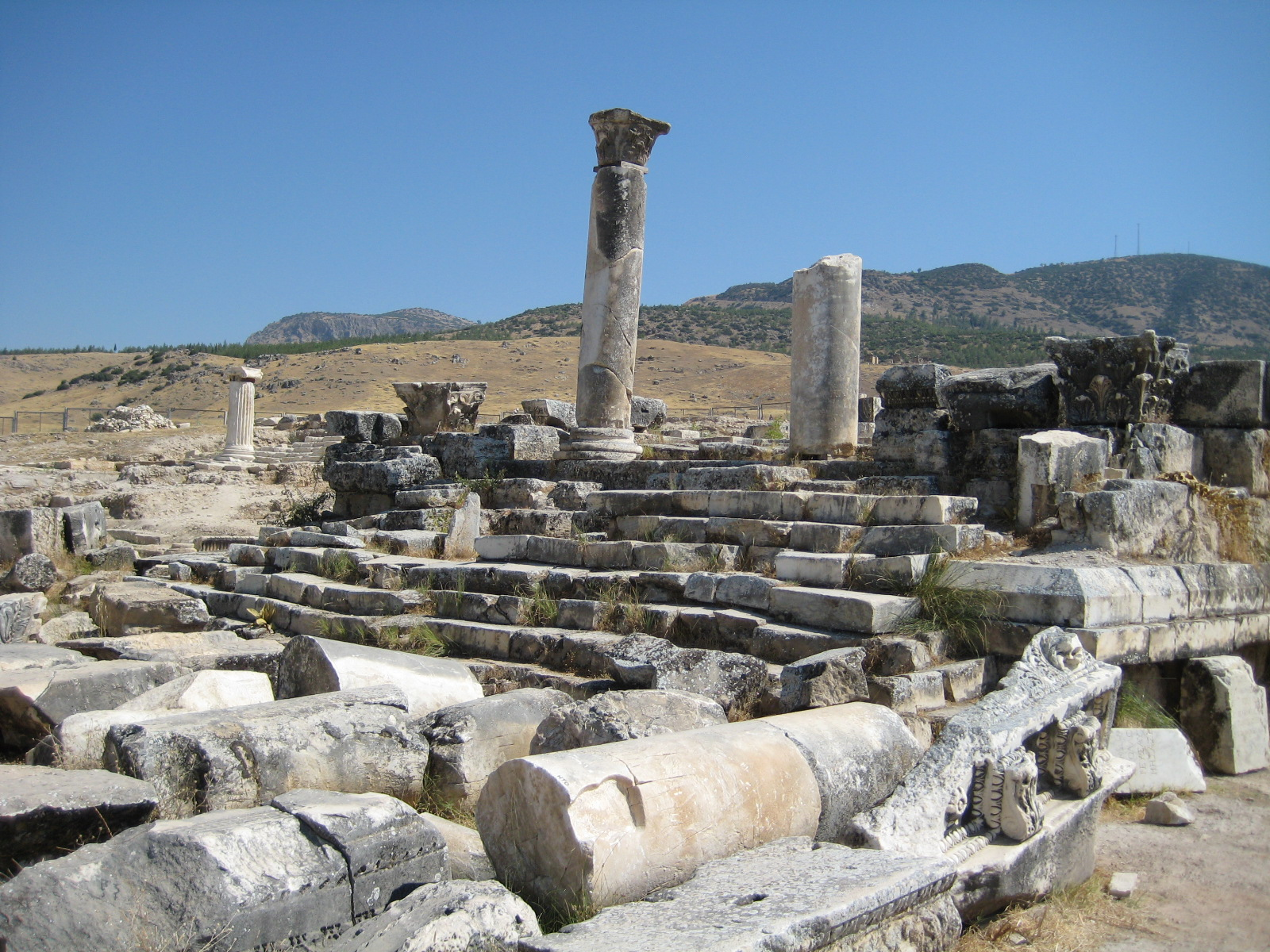
El santuario de Apolo.

Se construyó un templo a Apolo Lairbenos, el dios principal de la ciudad durante el período helenístico tardío. Este Apolo estaba enlazado con el antiguo dios anatolio Lairbenos y el dios del oráculo Kareios. Incluía santuarios a Cibeles, Artemisa, Plutón y Poseidón. Actualmente solo se conservan los cimientos del mismo. El templo estaba en un períbolo de estilo dórico.
Construido en grandes dimensiones durante la época helenística, se redujo con las reformas producidas en el siglo III. El templo está edificado con grandes bloques de piedra sin argamasa. Cerca del templo, hay un área llamada Plutonio, sitio de una antigua grieta que la tradición consideraba una entrada a los infiernos.
Tras las investigaciones de 1998, un geólogo del Consejo Nacional de Investigación de Italia reconoció que los orígenes de tanto el templo de Apolo como el cercano Plutonio estaban ligados a la existencia en la superficie de una falla sísmica, donde después se construyeron y que se nombraron como la puerta al Hades. El Plutonio era el centro religioso más antiguo de la comunidad nativa, lugar donde Apolo conoció a Cibeles. Se decía que los sacerdotes de la diosa madre eran los únicos que podían entrar a la cueva sin asfixiarse por los gases tóxicos. Muchos templos han sido dedicados a Apolo en lugares geológicamente activos, incluyendo el más famoso en Delfos.

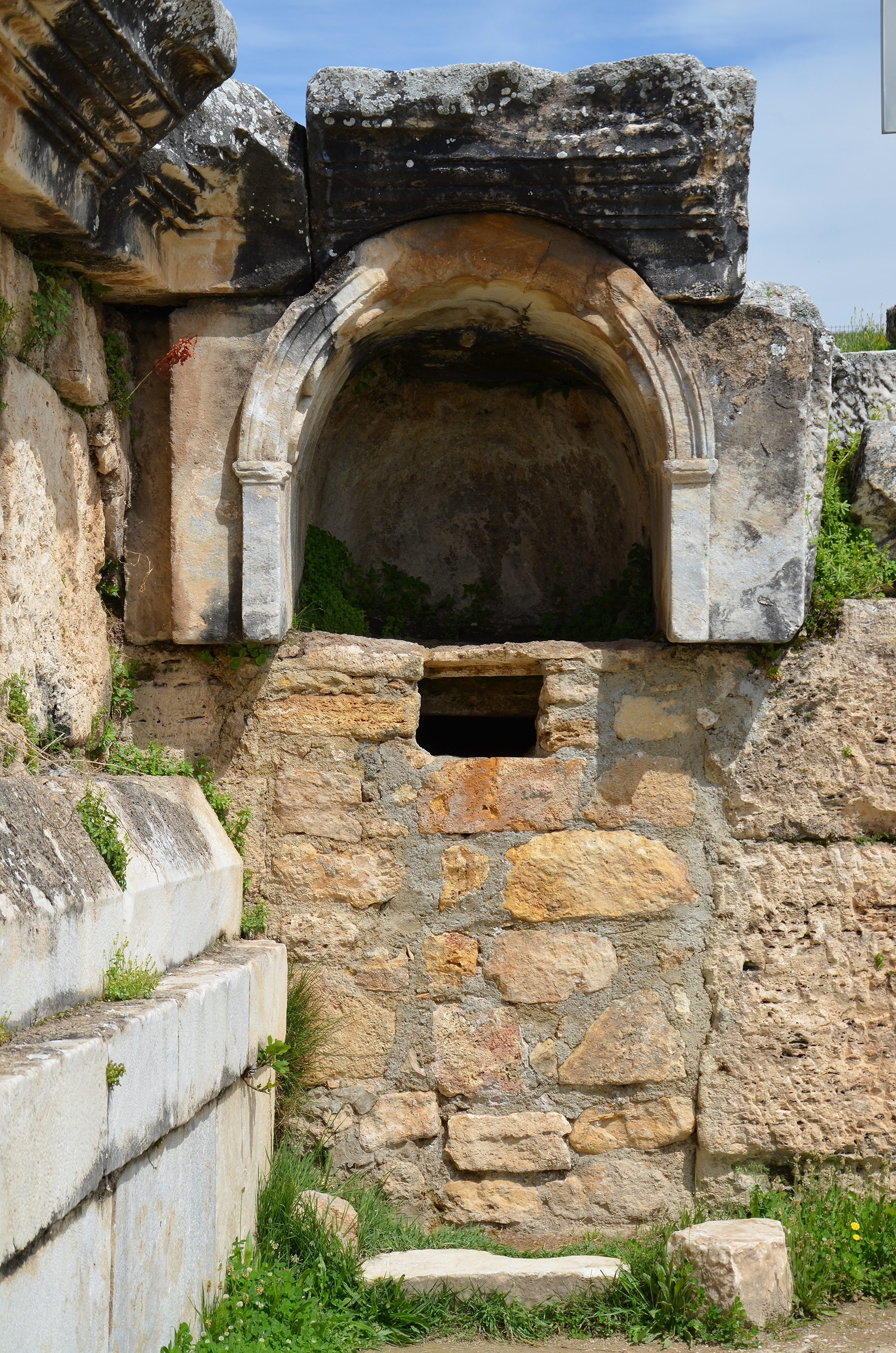
Plutonio, la entrada al inframundo.

### Plutonio
El Plutonio o puerta de acceso al Inframundo era una gruta que fue descrita por Estrabón, al cual los peregrinos llegaban desde distintas partes y pagaban a los sacerdotes para que hiciesen sacrificios en nombre de Plutón. Durante las excavaciones realizadas por arqueólogos italianos dirigidos por Paolo Verzone a partir de 1957 ya se investigó la posible ubicación del Plutonio, que se situaba cerca del templo de Apolo, en un sitio al que se desciende por escaleras con arcadas. Sin embargo, en 2012, otro equipo de arqueólogos italianos dirigidos por Francesco D'Andria encontró una gruta gracias al hallazgo de numerosos cadáveres de aves que habían muerto a causa de los gases tóxicos que salían de la cueva. El posterior hallazgo en 2013 de una estatua de Cerbero de 1,5 metros de altura ha permitido confirmar la hipótesis de que esa gruta hallada en 2012 era el Plutonio.

### Fuente monumental (Nympheum)
Construida en el siglo IV, su fachada en forma de media luna apunta hacia el Sur.

### Teatro

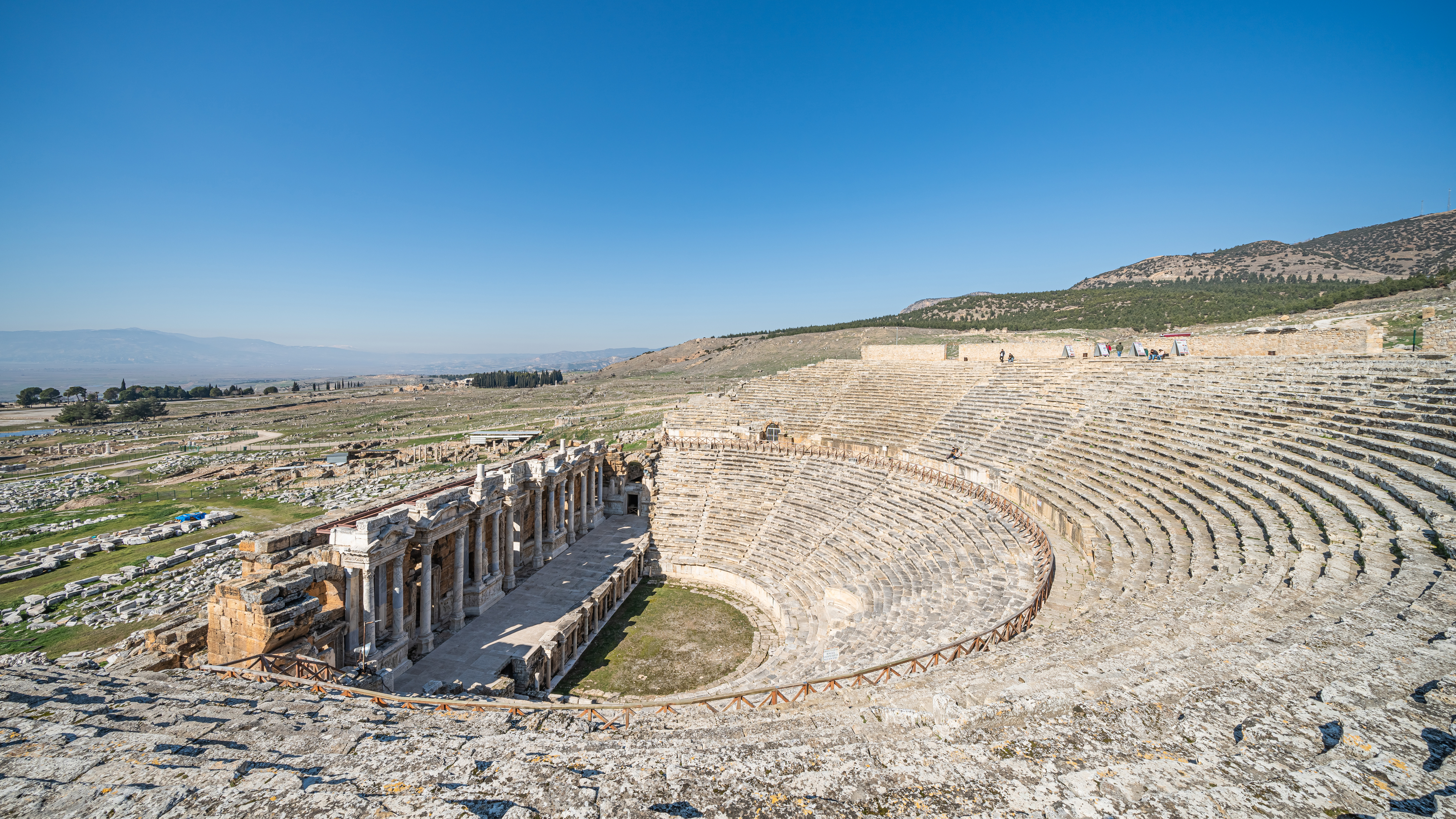
El teatro romano de Hierápolis.

El teatro fue probablemente construido tras el terremoto del año 60, durante el reinado de Adriano en el siglo II. La fachada tiene 91 metros de largo y en la cávea hay 50 filas de asientos divididas en siete partes por ocho pasillos intermedios. El diazomata, que dividía la cávea en dos, daba a dos vomitorios. Durante el gobierno de Septimio Severo a comienzos del siglo III, la antigua scaenae frons fue reemplazada por otra más monumental, organizada en tres plantas y flanqueada por dos entradas laterales. También se reconstruyó el auditorium, sustituyendo los asientos de caliza por otros de mármol y alzando un podium en la orquesta para adaptar el edificio a la organización de venatios y escuelas de gladiadores. Septimio Severo es retratado en un relieve con su esposa Julia Domna, sus hijos Caracalla y Geta y el dios Júpiter. En 352, la orquesta probablemente se transformó en una arena para albergar espectáculo acuáticos. Un terremoto en el siglo VII provocó el colapso del edificio al completo y el abandono de la ciudad.

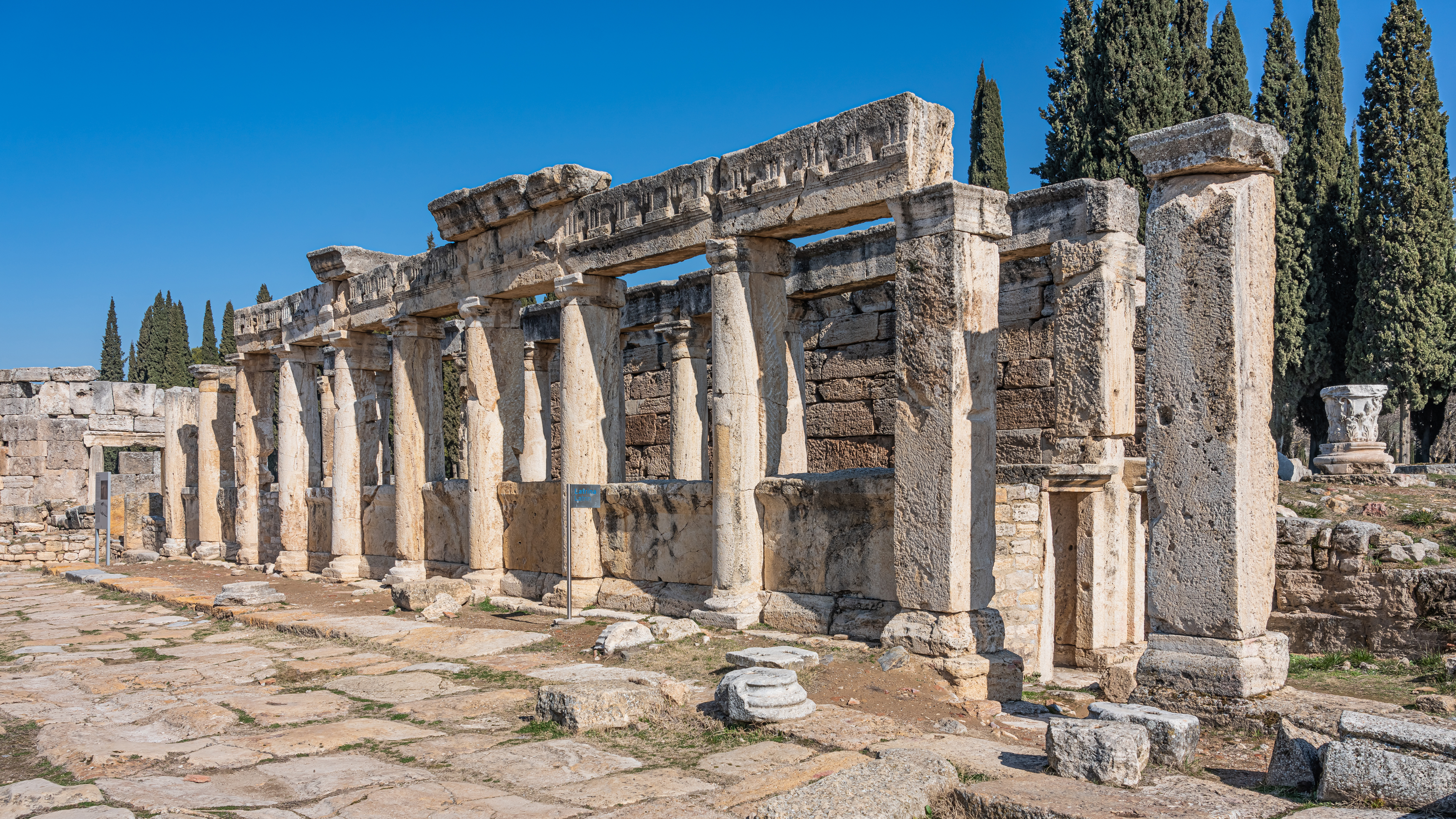
Letrinas de la calle Frontinus.

Se compone de tres secciones: cávea, scena, y orchestra. Edificado sobre una pendiente, la cávea aún conserva sus formas, que revelan que el teatro tenía capacidad para entre 15 y 20 mil espectadores. Las partes superiores de la scena, que mostraban escenas mitológicas grabadas en mármol, se han derrumbado; tenía cinco grandes puertas esculpidas en mármol, tres en el centro y una a cada lado.
Entre 2004 y 2014 fue objeto de importantes obras de restauración.

### Baños romanos

En la necrópolis se halló un sarcófago con el relieve de la serrería romana de Hierápolis. Del, es la muestra más antigua del mecanismo biela-manivela.

Se sabe que fueron construidos en el siglo II, y consisten de tres secciones: el frigidarium, el caldarium y el tepiderium. Las secciones, abovedadas, estaban cubiertas y conectadas entre sí, formando un único conjunto. Todas ellas fueron edificadas con grandes bloques de piedra sin argamasa. El sitio aloja actualmente el Museo Arqueológico de Hierápolis.

### Necrópolis
La ciudad alberga tres necrópolis, al sudoeste, al norte y al este. 
Lo más relevante es el sarcófago de Marcus Aurelius Ammianos del siglo III, un molinero local, que muestra en un relieve la máquina más antigua en incorporar un mecanismo biela-manivela. En el frontón se muestra una rueda hidráulica alimentada por un canal de molino que acciona, mediante un tren de engranajes, dos sierras de bastidor que cortan bloques rectangulares mediante bielas y, por necesidad mecánica, manivelas. La inscripción que la acompaña está en griego.

### Martyrium y tumba del apóstol Felipe

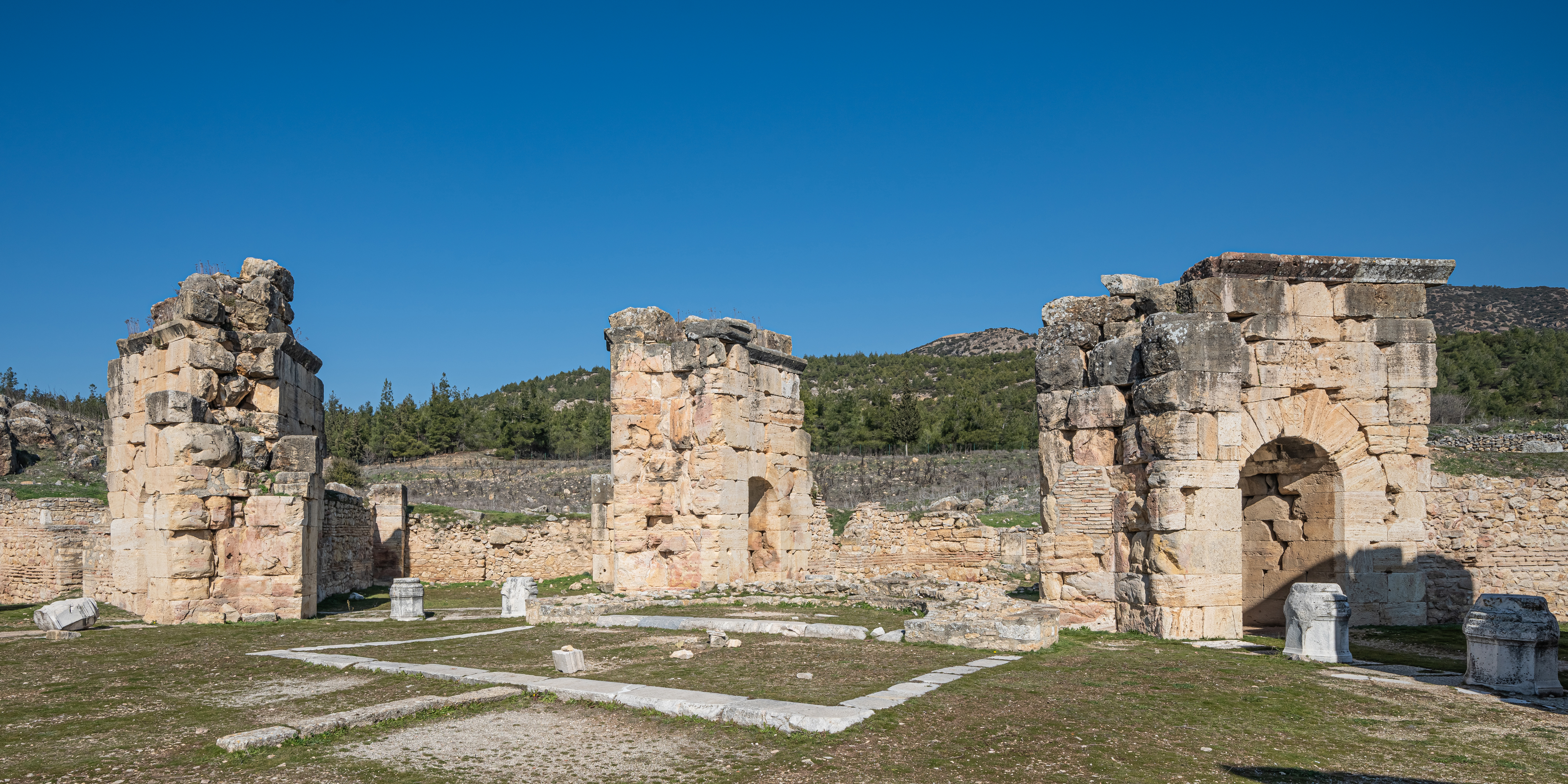
Martyrium.

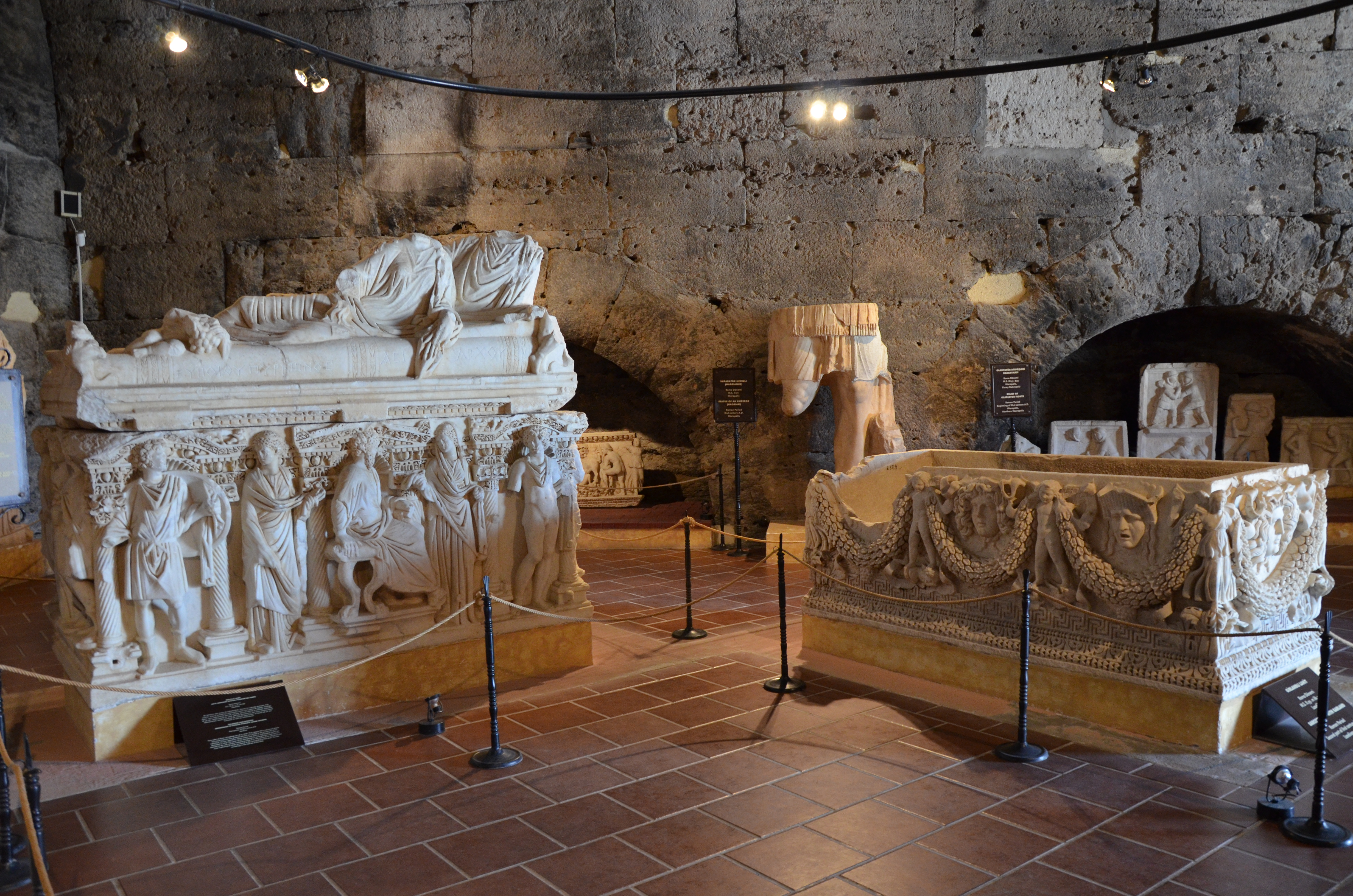
Sarcófagos en el Museo Arqueológico de Hierápolis.

El martyrium tiene forma octogonal, construido en el siglo V en homenaje a Felipe, uno de los doce apóstoles. Se presume que en el centro se hallaba una escultura representando al santo. El martyrium se incendió el mismo siglo de su construcción o comienzos del siguiente, tal y como atestiguan las marcas de fuego en las columnas. La leyenda dice que Felipe fue martirizado y crucificado boca abajo en Hierápolis.
Aunque casi siempre se ha asociado el martyrium con el apóstol Felipe, siempre se ha debatido con la identidad de "Felipe de Hierápolis". Esta confusión comenzó con una carta de Polícrates de Éfeso a Víctor de Roma en el siglo II donde explica que las tumbas de Felipe "de los doce apóstoles" y sus hijas vírgenes estaban en Hierápolis; una tercera hija "acogida por el Espíritu Santo" estaba enterrada en Éfeso. Esto confronta con el testimonio de Clemente de Alejandría, quien dice que el apóstol Felipe dio a sus hijas en matrimonio.
Por otro lado, Proclo, en un escrito posterior a la carta de Polícrates, menciona "cuatro profetisas, hijas de Felipe en Hierápolis, Asia, cuyas tumbas y la de su progenitor se encuentran allí". La mención de estas hijas profetisas coincide con Felipe el Diácono, que aparece en los Hechos de los Apóstoles, y no debe ser confundido con el apóstol. La tradición dice que Felipe el Diácono fue martirizado y ahorcado en Frigia y se le conocía como "Felipe el Apóstol". Esto ha llevado a numerosas confusiones sobre la identificación de este Felipe.
En 2011, el equipo de arqueólogos dirigido por Francesco d'Andria afirmó haber descubierto, entre los restos de una iglesia de tres naves, la tumba del apóstol Felipe, a unos 40 metros del martyrium.